# Station Cambrai
Station Cambrai is een spoorwegstation in de Franse gemeente Cambrai.

## Treindienst
| Serie | Treinsoort | Route | Bijzonderheden |
| ----- | ---------- | --- | -------------- |
| K 13  | TER (SNCF) | Paris-Nord – Compiègne – Saint-Quentin – [ Busigny – Caudry – Cambrai ] / [ Le Cateau – Aulnoye-Aymeries – Maubeuge ] |                |
| K 40  | TER (SNCF) | Lille-Flandres – Douai – Somain – Cambrai – Saint-Quentin                                                             |                |
| P 40  | TER (SNCF) | Douai – Cambrai – Busigny – Saint-Quentin                                                                             |                |
| P 41  | TER (SNCF) | Douai – Cambrai |                |
| P 63  | TER (SNCF) | Cambrai – Lourches – Valenciennes                                                                                     |                |